# Botten, Lidköpings kommun
Botten är en bebyggelse nordväst om Lidköping vid Vänern i Sunnersbergs socken i Lidköpings kommun. SCB avgränsar här från 2020 en småort.